# إدارة كونديناماركا
إدارة كونديناماركا (بالإسبانية: Cundinamarca) واحدة من 32 إدارة في كولومبيا، وتقع في وسط البلاد. يسكنها حوالي 2.2 مليون نسمة (بدون بوغوتا). بوغوتا، عاصمة البلاد، تقع في وسط الإقليم، لكن غير جزء منها. مساحتها 24,210 كم² . أسست الولاية في 5 من أغسطس 1886.

## تأثيل
يبدو أن الاسم الحديث هو تحوير كلمة من لغة أيمارا Cuntinamarca أو Cundirumarca.

## الجغرافيا
كونديناماركا يشمل في وسطه كل المنطقة من هضبة بوغوتا وفي شرقه جزء من السلسلة الجبلية الشرقية الكولوميبة. هضبة بوغوتا تقع على ارتفاع حوالي 2600 متر والجبال الأعلى في السلسلة الجبلية يبلغ أكثر من 4500 متر وهذا في الإقليم سوماباس. في غرب المنطقة تقع واد نهر الماجدالينا.
الجو في كونديناماركا يتغير شديدا بسبب الاختلافات الكبيرة في مرتفعات المدن. واد نهر الماجدالينا تقع عميق جدا. مدينة هيراردوت، على سبيل المثال، ترتفع 289 متر عن سطح البحر فقط. لكن أغلبية المدن تقع على مرتفعة كبيرة.

### حدود
للإقليم حد مع بوياكا في الشمال ومع ميتا، ويلا وتوليما في الجنوب. جزء من الحد مع ميتا بقع على سلسلة الجبال الشرقية. حد الغربي هو النهر ماجدالينا. النهر بفصل الإقليم من توليما وكالداس. يوجد حد قصير أيضا مع الإقليم كاساناري.

### أنهار
النهر الرئيسي، لا للمنطقة فقط بل لكل من كولومبيا، هو نهر ماجدالينا. النهر لا الأطول في البلاد لكن لديها حدود مع 18 أقاليم كولومبية وبعيش 80 في المئة من سكان البلاد حد ضفافه. في أوقات سابقة استُخدم لنقل بضائع من الساحل الكاريبي إلى بوغوتا وأيضا في الاتجاه المعاكس. ومن مدينو بارانكويلا الساحلية اُرسل صادرات القهوة إلى العالم.
آخر نهر مهم في كونديناماركا هو نهر بوغوتا. هذا النهر غير صالح للملاحة وطوله 380 كم. يصدر في البلدية فييابينسون وينتهي في نهر ماجدالينا. وفي بلدية تيكينديما المياه يسقط 157 م خلال شلالات تيكينديما. على ضفاف النهر يعيش 9 ملايين نسمة والنهر تُلوث من صناعة ونفيات مدينة بوغوتا. لذلك يُعتبر أحد الأنهار أكثر مولوثا في العالم.

## تاريخ

### عصر المويسكا
المويسكا أو الشيبشا كان شعب من أمريكيين أصليين الذي كان يعيش في كونديناماركا وبوياكا من القرن السادس قبل الملاد حتى وصول الأسبانيين في قرن السادس عاشر. اليوم آلاف من أبناء هذا الشعب يعيش في أحياء مختلفة في بوغوتا. لغتهم القديمة يُسمى مويسكا أيضا وكان عضو من مجموعة اللغات الشيبشا. اللغة ميتة اليوم لأن كل المويسكا اُجبر على أن يتكلم الأسباني. شعب المويسكا أصبح معروفا خصوصا بشأن أسطورة إل دورادو. إل دورادو هو مكان التي احتوى كميات عملاقة من الذهب حسبما اعتقدوا الإسبانيين الفاتحين لكن أبداً وُجد المكان.
قبل القرن التاسع كان يوجد تعددية كبيرة في مجتمعات مويسكا مستقلة. بعد ذلك جرى تركز قوي والأوساط الأهم أصبح بوغوتا، تونخا وسوغاموسو.

### الغزو الإسباني
الفاتح الإسباني الأول الذي وصل لكونديناماركا كان غونسالو خيمينيس دي كيسادا (باللغة إسبانية: Gonzalo Jiménez de Quesada). كان لديه التكليف لاستكشاف الأقاليم الداخلية في القارة الجديدة وإيجاد المدينة الأسطورية إل دورادو. بدأ الحملة الاستكشافية في مدينة سانتا مارتا، أول مدينة التي أسسوا الإسبانيين في كولمبيا. اتجه جنوبا في نهر الماجدالينا مع 800 من جنوده. ونزل حيث تقع اليوم مدينة هراردوت. كيسادا وصل هضبة بوغوتا في السنة 1537 وفي الأشهر التالية قعر الشعوب من بوغوتا وتونخا وسوغاموسو. رغم أن هدفه الأهم ما كان تأسيس المستوطنات، أسس مدينة سانتا في دي بوغوتا (بالإسبانية: Santa Fe de Bogotá).

## أنظر أيضا
- بحيرة فوكوين